# レハン・フーリー
レハン・フーリー（Lehann Fourie、1987年2月16日 ‐ ）は、南アフリカ共和国・ハイデルベルグ出身でハードルが専門の元陸上競技選手。110mハードルの自己ベストは元アフリカ記録の13秒24。2012年ロンドンオリンピック男子110mハードルのファイナリスト（7位）である。

## 経歴
高校時代はラグビーと短距離走に取り組んでいたが、ラグビーは脳震盪に苦しんだことから止めることを余儀なくされた。その後、高校時代の陸上部の監督から障害走を勧められ、以降は障害走が専門となった。
ネブラスカ大学リンカーン校時代には、2010年全米学生室内選手権（NCAA室内選手権）の男子60mハードルで7位、2010年全米学生選手権（NCAA選手権）の男子110mハードルで6位などの実績を残した。また、2009年ベオグラードユニバーシアードの男子110mハードルでは準決勝でアフリカ歴代5位（当時）の13秒56（+1.0）をマークし、銀メダルを獲得した。
2012年3月、イスタンブール世界室内選手権の男子60mハードルに出場すると、この種目では2003年バーミンガム大会のショーン・ボウネス以来の南アフリカ人ファイナリストになったが、決勝は今大会で一番悪いタイムの7秒69をマークして7位に終わった。
2012年8月、オリンピックデビューとなったロンドンオリンピックの男子110mハードルに出場すると、予選を13秒49（+0.1）のシーズンベスト、準決勝をアフリカ記録（当時13秒26）に迫る13秒28（+0.1）の自己ベストで突破。この種目では1928年アムステルダム大会以来の南アフリカ人ファイナリストになったが、決勝では今大会で一番悪いタイムの13秒53（-0.3）をマークして7位に終わった。
2012年9月7日、ダイヤモンドリーグ・ブリュッセル大会の男子110mハードルに出場すると、アメリカのアリエス・メリットが世界新記録（12秒80）を樹立したこのレースで13秒24（+0.3）のアフリカ新記録（当時）を樹立。同じ南アフリカ人のショーン・ボウネスが2001年にマークした13秒26（+1.4）を11年ぶりに塗り替えた。
2013年7月、パリでのトレーニングキャンプ中に足首の靭帯を断裂してしまい、出場予定だったモスクワ世界選手権に出場することはできなかった。
2014年5月、金銭的な問題によって引退することを表明した。

## 自己ベスト
記録欄の（　）内の数字は風速（m/s）で、+は追い風を意味する。
| 種目                  | 記録                | 年月日         | 場所         | 備考           |
| 屋外                  | 屋外                | 屋外           | 屋外         | 屋外           |
| --------------------- | ------------------- | -------------- | ------------ | -------------- |
| 110mハードル          | 13秒24 (+0.3)       | 2012年9月7日   | ブリュッセル | 元アフリカ記録 |
| 110mハードル (99.0cm) | 13秒74 (0.0) 13秒74 | 2006年4月7日   | プレトリア   | 高地記録       |
| 110mハードル (91.4cm) | 14秒10              | 2004年10月22日 | プレトリア   | 高地記録       |
| 400mハードル          | 51秒22              | 2009年5月17日  | ラボック     |                |
| 室内                  |                     |                |              |                |
| 55mハードル           | 7秒13               | 2012年2月11日  | ニューヨーク |                |
| 60mハードル           | 7秒64               | 2012年2月4日   | ボストン     |                |

## 主要大会成績
備考欄の記録は当時のもの
| 年   | 大会                        | 場所           | 種目    | 結果 | 記録          | 備考                            |
| ---- | --------------------------- | -------------- | ------- | ---- | ------------- | ------------------------------- |
| 2005 | アフリカジュニア選手権 (en) | ラデス         | 110mH   | 3位  | 14秒23        |                                 |
| 2005 | アフリカジュニア選手権 (en) | ラデス         | 4x100mR | 優勝 | 40秒60 (4走)  |                                 |
| 2006 | 世界ジュニア選手権          | 北京           | 110mJH  | 予選 | 14秒25 (-0.5) |                                 |
| 2009 | ユニバーシアード (en)       | ベオグラード   | 110mH   | 2位  | 13秒66 (+0.8) | 準決勝13秒56 (+1.0)：自己ベスト |
| 2009 | 世界選手権                  | ベルリン       | 110mH   | 予選 | 13秒67 (-0.4) |                                 |
| 2010 | アフリカ選手権 (en)         | ナイロビ       | 110mH   | 決勝 | DNF           |                                 |
| 2010 | アフリカ選手権 (en)         | ナイロビ       | 4x100mR | 優勝 | 39秒12 (3走)  |                                 |
| 2011 | 世界選手権                  | 大邱           | 110mH   | 予選 | 13秒86 (+1.4) |                                 |
| 2012 | 世界室内選手権              | イスタンブール | 60mH    | 7位  | 7秒69         |                                 |
| 2012 | アフリカ選手権 (en)         | ポルトノボ     | 110mH   | 優勝 | 13秒60 (-1.1) |                                 |
| 2012 | オリンピック                | ロンドン       | 110mH   | 7位  | 13秒53 (-0.3) | 準決勝13秒28 (+0.1)：自己ベスト |